# Abhaneri
Abhaneri o Abaneri es una localidad de la India situada a unos 95 kilómetros de Jaipur, cerca de la carretera y la vía férrea que van de Jaipur a Agra y en las proximidades de Bandikui, en el distrito de Dausa, subdistrito de Baswa, del estado de Rajastán. Tiene una población estimada de 1.424 habitantes, de los cuales 762 son hombres y 662 mujeres. Se encuentra en una planicie situada a unos 570 metros sobre el nivel del mar en la gran cuenca sedimentaria que pertenece al río Ganges.

## Historia

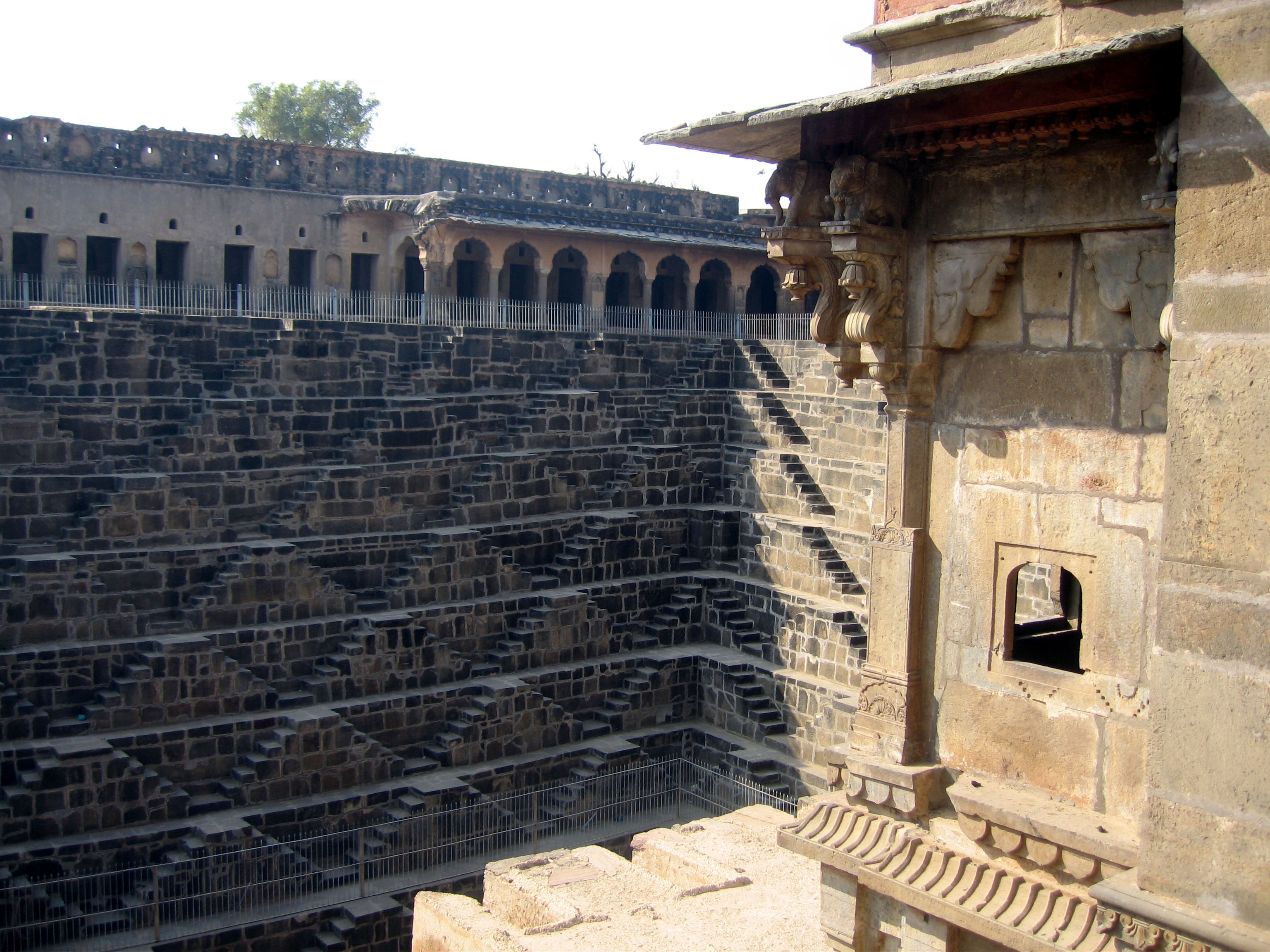
Chand Baori visto desde el lado norte

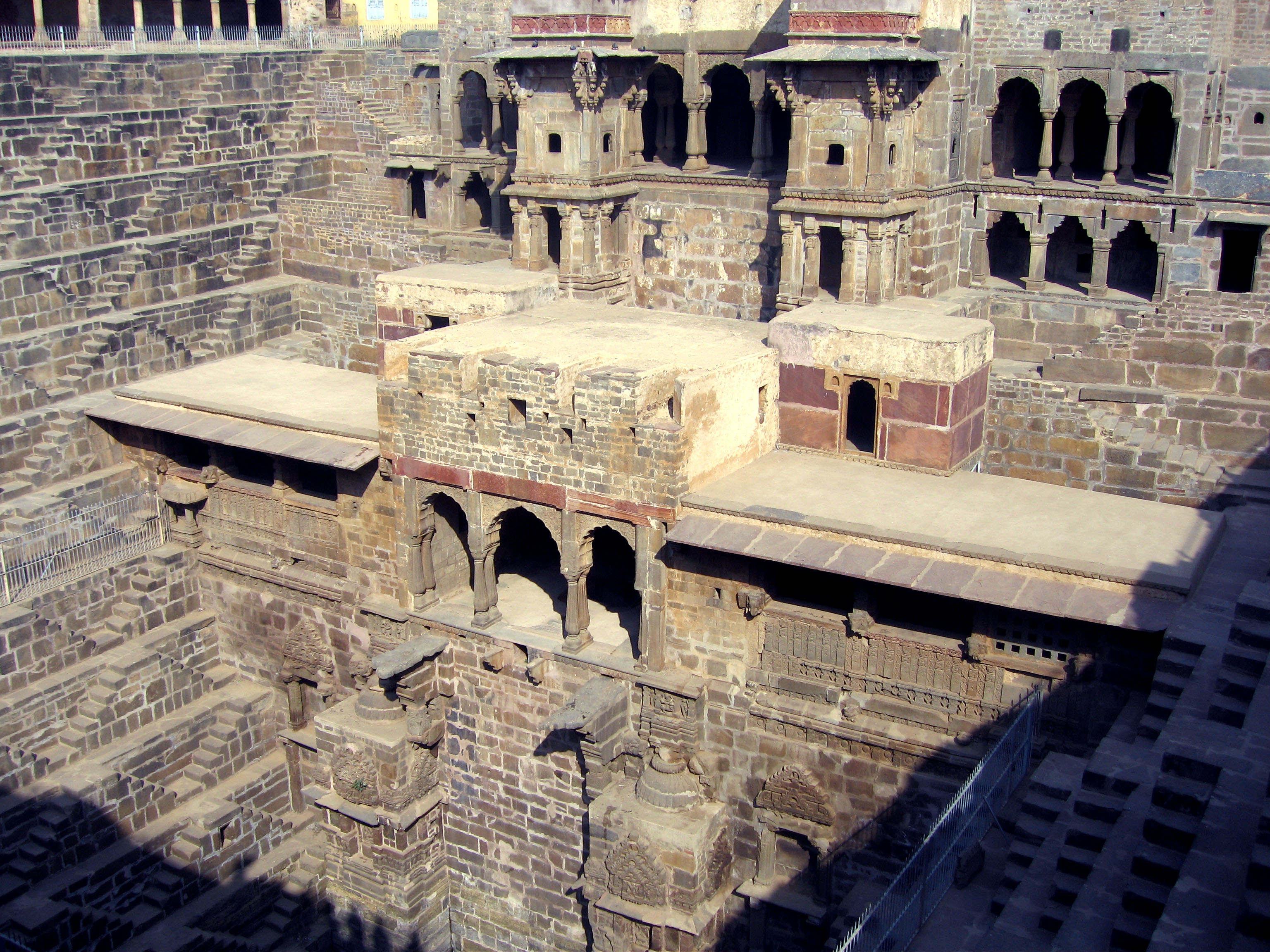
Vista de la residencia del rey y los templos del baori, en los que predomina la imagen de Ganesh

Abhaneri es conocido por sus monumentos de la época medieval de los rajputs, varios siglos después de la desaparición de la dinastía Gupta, entre los que destaca el extraordinario baori escalonado, conocido como Chand Baori. La tradición cuenta que la localidad se llama de este modo porque la diosa local, Harshat Mata, se mostró en este lugar rodeada de un extraordinario resplandor o abha, que le dio el nombre original de Abha Nagri, el pueblo del resplandor, convertido más tarde en Abhaneri. 
Se dice que la villa fue fundada por el legendario rey Raja Chand o Chandra, aunque se cree que este mítico rey sería en realidad el rey Bhoja, de la dinastía Gurjara-Pratihara que ejerció el poder durante el siglo IX. las esculturas y el estilo de la arquitectura corresponden al siglo X, por lo 

## Monumentos
El Chand Baori y el templo de Harshat Mata están considerados "Indian Monuments of National Importance". Los restos arquitectónicos existentes y las esculturas se corresponden fundamentalmente con el siglo X.

### Chand Baori
Es uno de los primeros baoris construidos en Rajastán. Los baoris son pozos en forma de tronco de cono invertido con varias terrazas unidas por tramos escalonados. Pueden tener una amplitud en superficie de más de 20 metros de anchura y otros tantos de profundidad, y más de diez niveles. Uno de los lados suele estar formado por templos y habitaciones que servían a los rituales y a los servicios del pozo. Se utilizaban tanto por motivos religiosos como para abastecerse de agua en invierno, la época seca. 
Chand Baori tiene planta cuadrada, con 19,5 metros de profundidad, doble tramo de escalones en tres de sus lados y trece niveles escalonados. Se diferencia porque está rodeado en la planta superior por una galería con arcadas. La entrada se halla en el lado norte, donde hay una balconada y los santuarios, donde había varios templos con imágenes de Ganesh, Mahishasurmardini o Durga, que actualmente se adoran en una pequeña capilla situada a la entrada del baori. La muralla que le rodea y el pabellón de entrada son de época posterior.

### Templo de Harshat Mata
El templo de Harshat Mata que hay junto al Chand Baori, formado por tres terrazas escalonadas de gran tamaño, data de los siglos IX o X. Cada día se realiza un ritual en honor de la diosa de la alegría y la felicidad, Harshat Mata, y una vez al año tiene lugar una fiesta, que dura tres días, en su honor, que atrae a numerosos devotos y comerciantes de las localidades cercanas. Las esculturas que hay en el templo recuerdan la tradición Gupta con sus danzas románticas, sus símbolos musicales y sus motivos vegetales. El templo original fue dedicado al dios Vishnú, pero más tarde se colocaron en él cuatro harasiddhi armados, conocidos como Harshat Mata e identificados como Devi Párvati.